# Richard Kallee

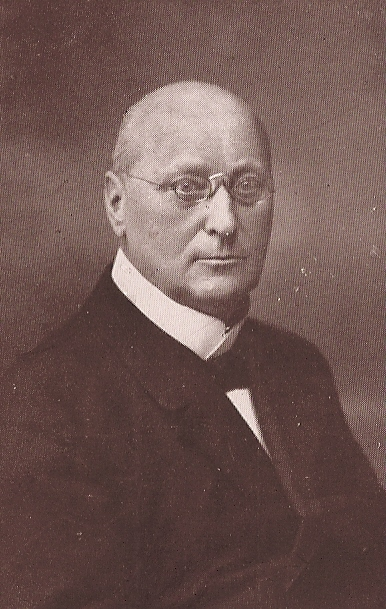
Richard Kallee

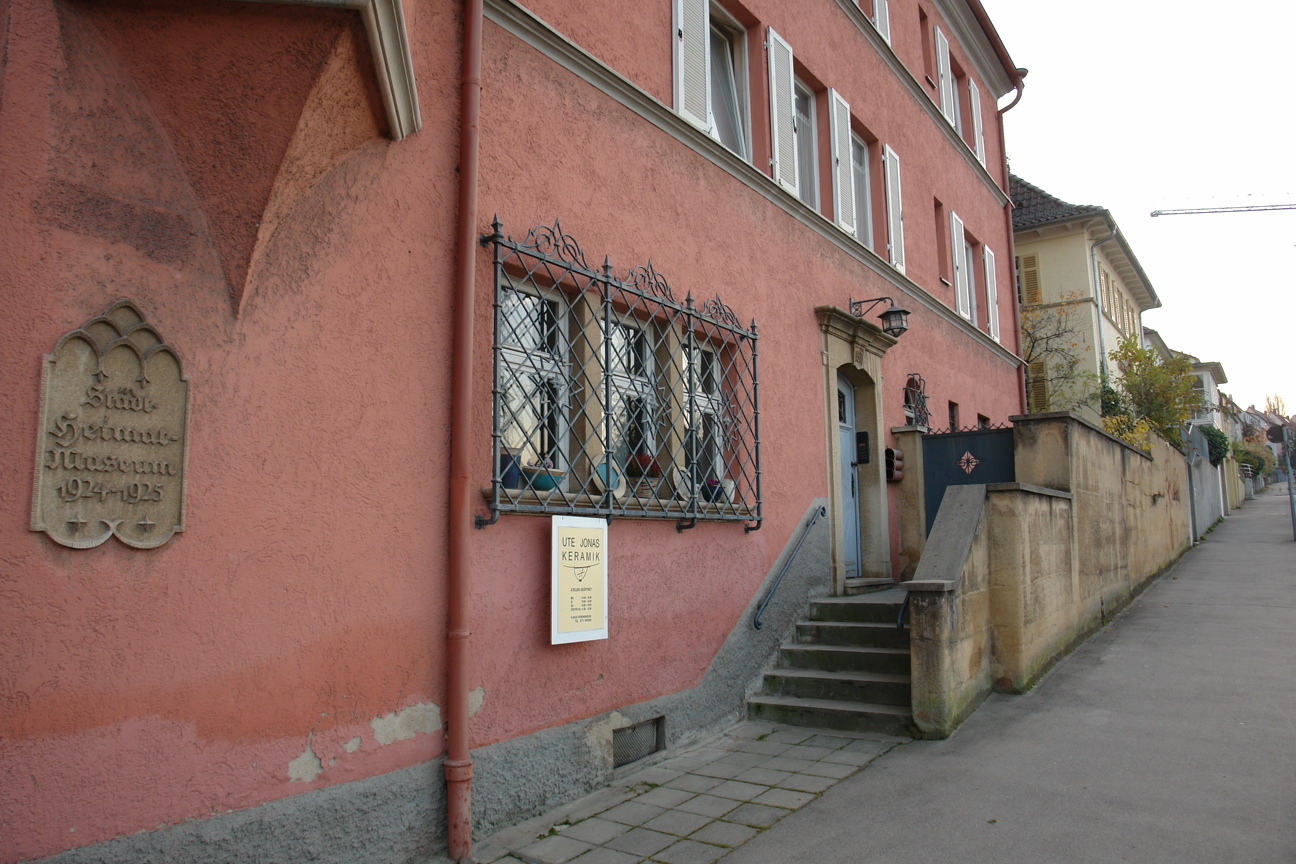
Ehemaliges Heimatmuseum in der Wiener Straße 157, 70469 Stuttgart-Feuerbach

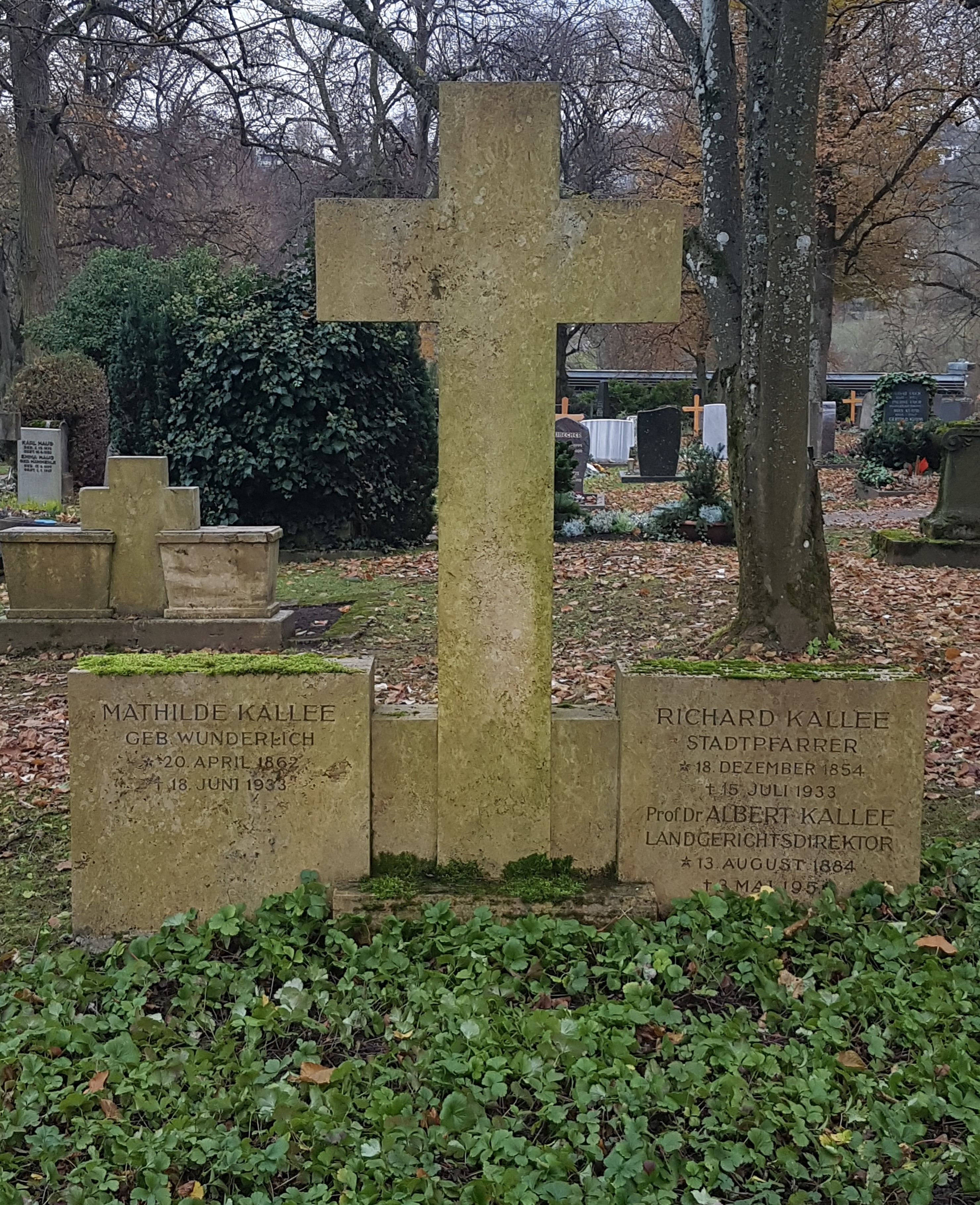
Grabstätte auf dem Friedhof in Stuttgart-Feuerbach

Richard Kallee (* 18. Dezember 1854 in Ludwigsburg; † 15. Juli 1933 in Stuttgart-Feuerbach) war ein deutscher evangelischer Stadtpfarrer und Heimatforscher.

## Leben und Wirken
Am 7. Oktober 1877 wurde Kallee in der Stadtkirche von Böblingen ordiniert und erhielt dann Pfarrstellen in Willsbach, Michelbach am Wald und der Stiftskirche Öhringen. Er heiratete Mathilde Wunderlich, eine Tochter des Pfarrers Albert Wunderlich in Echterdingen. Das Paar hatte zwei Söhne: Walter Kallee (1881–1939) und Albert Kallee (1884–1956).
Am 15. September 1896 übernahm er die Pfarrei in Feuerbach. Er gründete dort 1901 den Krankenpflegeverein, der inzwischen Diakonieverein Feuerbach heißt, und stellte zur ambulanten Krankenpflege die erste Diakonisse ein.  Am 15. März 1907 wurde er mit der Stadterhebung erster Stadtpfarrer von Feuerbach. Die Feierlichkeiten dazu fanden am 1. September 1907 statt. Am 16. Juli 1916 erhielt er von Königin Charlotte bei ihrem Besuch seiner Kinderkrippe das Charlottenkreuz. Seine Dienstzeit endete im Oktober 1923 mit dem Ruhestand.

### Archäologische Ausgrabungen
Wie sein Vater, General Eduard von Kallee, betätigte sich Kallee als Lokalhistoriker und Archäologe. In Pfedelbach machte er vorrömische Ringwälle und Grabhügel ausfindig. Kallee entdeckte 1903 die vorgeschichtliche Befestigung und Fliehburg auf dem Lemberg in Feuerbach und ab 1904 die alamannischen Sandsteingräber im Gräberfeld von Stuttgart-Feuerbach, deren Erforschung er sich bis an sein Lebensende widmete. Es wurden 138 Gräber ausgegraben, aus denen insgesamt 760 Fundstücke geborgen wurden. Mit großer Sorgfalt stellten Kallee und seine Helfer die Funde aus den alemannischen Gräbern sicher: Totenschädel und Gebeine, Münzen, Tonscherben, Kämme, Halsbänder, Gürtelschlösser, Schwerter, Lanzen, Pfeile und Sporen.
Im Oktober 1910 wurden auf Veranlassung des Stadtpfarrers Richard Kallee und des Landeskonservators Eugen Gradmann durch das städtische Hochbauamt am Ende der Feuerbacher Schlosserstraße (der heutigen Staufeneckstraße) archäologische Grabungen durchgeführt, die interessante Funde zu Tage förderten. Es handelte sich um drei alamannische Reihengräber aus dem 7. und 8. Jahrhundert, in denen sich Steinsärge befanden. Der am besten erhaltene Steinsarg wurde in das 1907–1909 gebaute Feuerbacher Rathaus gebracht. Die Ausgrabungen wurden wissenschaftlich wie folgt publiziert: „Im südlichen Grab lag neben den Gebeinen ein Halsschmuck von reizenden kleinen Perlen, goldgelb, rot und grün mit gelb. Es ist also wohl ein Frauengrab. Das nördliche Grab barg einen starken Kriegsmann von hohem Wuchs: Reste eines Schwertes lagen diagonal über dem Körper. Ein Rätsel gibt das mittlere Grab auf. Es war ganz unbeschädigt, enthielt aber kein vollständiges Skelett, sondern nur das Haupt und einen Teil des Körpers.“ Fürst Karl von Urach, geleitet von Fabrikant Dr. Hauff, besichtigte die Grabstätte und ließ sich die Einzelheiten von Stadtpfarrer Kallee erläutern.
Im August und September 1912 wurden die Funde aus den Grabungen in Feuerbach auf der Feuerbacher Gewerbeausstellung erstmals einer größeren Besucherzahl vorgestellt und publiziert. Am ersten Sonntag kamen bereits mehr als zwanzigtausend Besucher, und am 16. September nahm sich auch König Wilhelm II. von Württemberg die Zeit, sich von Kallee die Exponate zeigen und erklären zu lassen. Die extra für diese Ausstellung herausgegebene Broschüre mit dem Titel Feuerbach in der Urgeschichte, Vorgeschichte und Frühgeschichte. Führer durch die Feuerbacher Altertümersammlung kostete 30 Pfennige.
Am 4. November 1926 wurde unter Kallees Direktion das Feuerbacher Heimatmuseum eingeweiht.

## Würdigung
Kallee starb nur drei Wochen nach seiner Frau und fand seine letzte Ruhestätte in einem heute noch erhaltenen Grab auf dem Feuerbacher Friedhof. An seiner Beerdigung nahmen der Stuttgarter Bürgermeister Paulus, Repräsentanten der Tübinger Königsgesellschaft Roigel, des Schwäbischen Schillervereins und der Mittwochsgesellschaft teil. Der Cannstatter Stadtpfarrer Jöhne lobte Kallees hohe Rednergabe, seinen offenen, gesunden Charakter, dem es nicht an Ecken und Kanten gefehlt habe, und vor allem seine Liebe zur Heimat und ihrer Geschichte. Der Heimatforscher und Heimatmuseumspfleger Peter Goessler meinte in seinem Nachruf: „Kallee war geistig beweglich, vielseitig interessiert, rasch auffassend und fähig, was ihn bewegte, in geschickter Form als Redner und Publizist wiederzugeben.“
1938 wurde die frühere Paulinenstraße zu seinem Gedenken in Kalleestraße umbenannt.

## Schriften

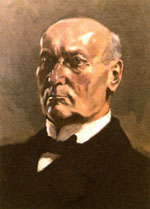
Richard Kallee

- Feuerbacher Geschichtsblätter. Band 1–5. Nachdruck 1995, ISBN 3-939502-06-5.
- Feuerbach und seine Pfarrer im Dreißigjährigen Krieg, ihre Schicksale u. ihre Familien. Folge 2. Hrsg. v. Städt. Heimatmuseum Feuerbach 1930.
- Heinrich Schickhardts Anteil an der Vorgeschichte des Neckarkanals. In: Besondere Beilage zum Staatsanzeiger. 1924, 32 ff.
- Wie der Magister Schopffius Anno 1585 Pfarrer von Feuerbach wurde. Hrsg. v. Städt. Heimatmuseum Feuerbach 1923.
- Was die alten Steine in Feuerbach erzählen 1923.
- Noch einmal zwei alte Steine? 1923.
- Die Feuerbacher Kirchenglocken 1922.
- Eduard von Kallee: Aus der politischen Biedermaierzeit – Erinnerungen u. Erlebnisse d. Generals Eduard Kallee im württemberg. Generalstab, im Kriegsministerium, im diplomat. Dienst u. am Hof König Wilhelms I. von Württemberg, sowie an auswärt. Höfen / Hrsg. u. verm. von Richard Kallee 1921.